# Baie d'Ugashik
Pour les articles homonymes, voir Ugashik.
La baie d'Ugashik est une baie située sur la mer de Bering en Alaska aux États-Unis. Elle est de forme allongée et correspond à l'estuaire de la rivière Ugashik qui se jette dans la baie de Bristol, sur la côte ouest de la péninsule de l'Alaska.
Ses eaux sont turbides et agitées, à cause d'une part des apports boueux des cours d'eau qui l'alimentent, ensuite des vents locaux violents, enfin des marées particulièrement importantes.
Elle est bordée au nord par une plage sableuse qui s'étend depuis Smoky Point à l'ouest jusqu'à l'embouchure de Dago Creek, et à l'est par une bande côtière de sable et de boue entre Pilot Point et Muddy Point.
Son climat est variable. Les vents en provenance de la mer de Béring apportent du froid et de l'humidité, même en été, avec nuages et brouillard.